# نادیا استیژه
نادیا استیژه (فرانسوی: Nadia Styger‎; ۱۱ دسامبر ۱۹۷۸) اسکی‌باز آلپاین زن اهل سوئیس بود.